# Reino Ryhänen
Reino Kaarlo Ryhänen, född 9 augusti 1922 i Storå, död 9 januari 1999 i Helsingfors, var en finländsk limnolog.
Ryhänen blev agronomie- och forstdoktor 1961. Han var 1949–1954 fiskeribiolog vid Fiskeristiftelsen och 1954–1963 vid Lantbruksstyrelsens byrå för fiskeriundersökningar; professor i limnologi vid Helsingfors universitet 1963–1985 och prorektor där 1978–1985. Han var direktionsordförande i Centralförbundet för fiskerihushållning 1966–1985.